# Tullio Campagnolo
Pour les articles homonymes, voir Campagnolo (homonymie).
Gentullio Campagnolo, dit Tullio Campagnolo, né le 26 août 1901 à Vicence et mort le 3 février 1983 dans la même ville, est un cycliste et inventeur italien. Il a notamment inventé le procédé de blocage rapide de roue de bicyclette, le changement de vitesse, et a fondé la compagnie Campagnolo, qui fabrique des composants pour bicyclette.

## Palmarès
- 1928
  - Astico-Brenta